# Condado de Mieres del Camino
El condado de Mieres del Camino es un título nobiliario español creado por el rey Alfonso XIII en favor de Manuel Loring y Martínez de Heredia, ingeniero de minas y director de Fábrica de Mieres, mediante real decreto del 16 de marzo de 1911 y despacho expedido el 17 de junio del mismo año.
Su denominación hace referencia a la localidad de Mieres del Camino, capital del concejo de Mieres (Asturias).

## Condes de Mieres del Camino
|                           | Titular                             | Periodo                   |
| Creación por Alfonso XIII | Creación por Alfonso XIII           | Creación por Alfonso XIII |
| ------------------------- | ----------------------------------- | ------------------------- |
| I                         | Manuel Loring y Martínez de Heredia | 1911-1937                 |
| II                        | Manuel Loring y Gilhou              | 1956-1974                 |
| III                       | Manuel Loring y Martínez de Irujo   | 1976-2008                 |
| IV                        | Manuel Loring y Díaz de Bustamante  | 2013-hoy                  |

## Historia de los condes de Mieres del Camino
- Manuel Loring y Martínez de Heredia (m. Bocau, Bajos Pirineos, 10 de enero de 1937), I conde de Mieres del Camino.[1]

Casó el 25 de noviembre de 1910, en Rebollada (Asturias), con Marta Gilhou y Georgeault, hija de Jean Antoine Numa Guilhou. El 31 de marzo de 1956 le sucedió su hijo:
- Manuel Loring y Gilhou (Rebollada, 17 de marzo de 1916-28 de diciembre de 1974), II conde de Mieres del Camino.[1]

Casó con Ana María Martínez de Irujo y Artázcoz, hija de Pedro Martínez de Irujo y Caro, X duque de Sotomayor y V marqués de Casa-Irujo. El 24 de septiembre de 1976, previa orden del 14 de junio del mismo año para que se expida la correspondiente carta de sucesión (BOE del 26 de agosto), le sucedió su hijo:
- Manuel Loring y Martínez de Irujo (1946-2008), III conde de Mieres del Camino, ingeniero de minas, ingeniero economista del Instituto Francés del Petróleo.[4]

Casó con Pilar Díaz de Bustamante y Ulloa. El 22 de abril de 2013, previa orden del día 2 del mismo mes y año para que se expida la correspondiente carta de sucesión (BOE del 17 de abril), le sucedió su hijo:
- Manuel Loring Díaz de Bustamante, IV conde de Mieres del Camino.[2]